# アメリカ白銀軍団
アメリカ白銀軍団（アメリカはくぎんぐんだん、Silver Legion of America）は、かつて存在したアメリカ合衆国のファシズム・親ナチス組織である。銀シャツ隊(ぎんシャツたい、Silver Shirts)とも呼ばれる。ウィリアム・ダドリー・ペリーが設立し、本部はノースカロライナ州アッシュビルに置かれていた。

## 歴史
ペリーは元々ジャーナリスト・小説家・脚本家だったが、1931年ごろに心霊主義に転向し、「ユダヤ人は悪魔に取り憑かれている」などといった反ユダヤ主義的な意見を発表し始めた。その後、ドイツにおけるアドルフ・ヒトラーのナチズム運動の成功に触発され、「精神的・政治的な刷新」を目指すとして、民族主義的なファシスト集団である準軍事組織、アメリカ白銀軍団（以下、銀シャツ隊）を結成した。
銀シャツ隊は、ナチスの突撃隊（SA、褐色シャツ隊）に倣ってユニフォームを採用し、構成員は銀色のシャツに青色のネクタイ、青色のコーデュロイのズボンとレギンスを着用し、キャンペーン・ハットを被っていた。シャツには、ハートマークの上にスカーレットの"L"の文字（ペリーによればLove（愛）、Loyalty（忠誠）、Liberation（開放）を意味する）が描かれていた。"L"の文字はスラブセリフ体で、現在の極太ロックウェル体に近い書体だった。組織の旗は、銀色の地で、左上隅に赤色で"L"が書かれていた。1934年の時点で、構成員は1万5千人であると主張していた。
銀シャツ隊の指導者のペリーは、ファシズム、神権政治、社会主義の原理を組み合わせ、ユダヤ人や非白人を排除した「キリスト教連邦」(Christian Commonwealth)をアメリカに樹立しようとした。ペリーは、「ムッソリーニと彼の黒シャツ隊がイタリアを救ったように、ヒトラーと彼の褐色シャツ隊がドイツを救ったように、（自分とその銀シャツ隊が）ユダヤ人共産主義者からアメリカを救う」と主張した。
ペリーは1936年7月にワシントン州スポケーンのダウンタウンに小さな事務所を設置し、1936年の大統領選挙に「キリスト教党」(Christian Party)として出馬した。ペリーは「白銀革命」を起こして権力を掌握し、自らがアメリカ合衆国の独裁者となることを望んでいた。ペリーは、自分が就任するつもりの独裁者の称号を"Chief"（チーフ）と呼んでいた。この称号は、ヒトラーの総統(Führer)やムッソリーニのドゥーチェ(Duce)と同等のものである。しかし、この選挙で勝利したのは民主党の現職のフランクリン・ルーズベルトであり、ペリーは上位4位にも入らなかった。1937年頃には、構成員が5千人程度にまで減少していた。その後、この組織が解散するまでに約200人が新たに加盟した。
銀シャツ隊がミネアポリスで集会を開こうとしたとき、地元のユダヤ系アメリカ人の犯罪組織の幹部デイヴィッド・バーマンによって妨害された。
1941年12月に真珠湾攻撃が起きてすぐ、ペリーは銀シャツ隊を解散した。
1942年1月20日、ノースカロライナ州アッシュビルの高等裁判所は、ペリーに対し、治安維持法違反による1935年の執行猶予付き有罪判決の懲役刑の執行を言い渡した。これは、執行猶予期間中にペリーが虚偽の中傷文の発表や不正確な広告の掲載などにより秘密軍事組織を支援していたと認定されたことによるものである。

## 大衆文化において
- シンクレア・ルイスの小説"It Can't Happen Here"では、ファシストがアメリカを乗っ取った世界が描かれていおり、作中のファシストは、反ルーズベルトのデマゴーグがアメリカ白銀軍団に触発されたと主張している[26]。
- パラドックスインタラクティブの、第二次世界大戦をテーマとした歴史シミュレーションゲーム『Hearts of Iron IV』において、アメリカ合衆国がファシスト化した場合にはアメリカ白銀軍団が与党となる[27]。